# Atletisme als Jocs Olímpics d'Estiu de 1912 - 800 metres masculins

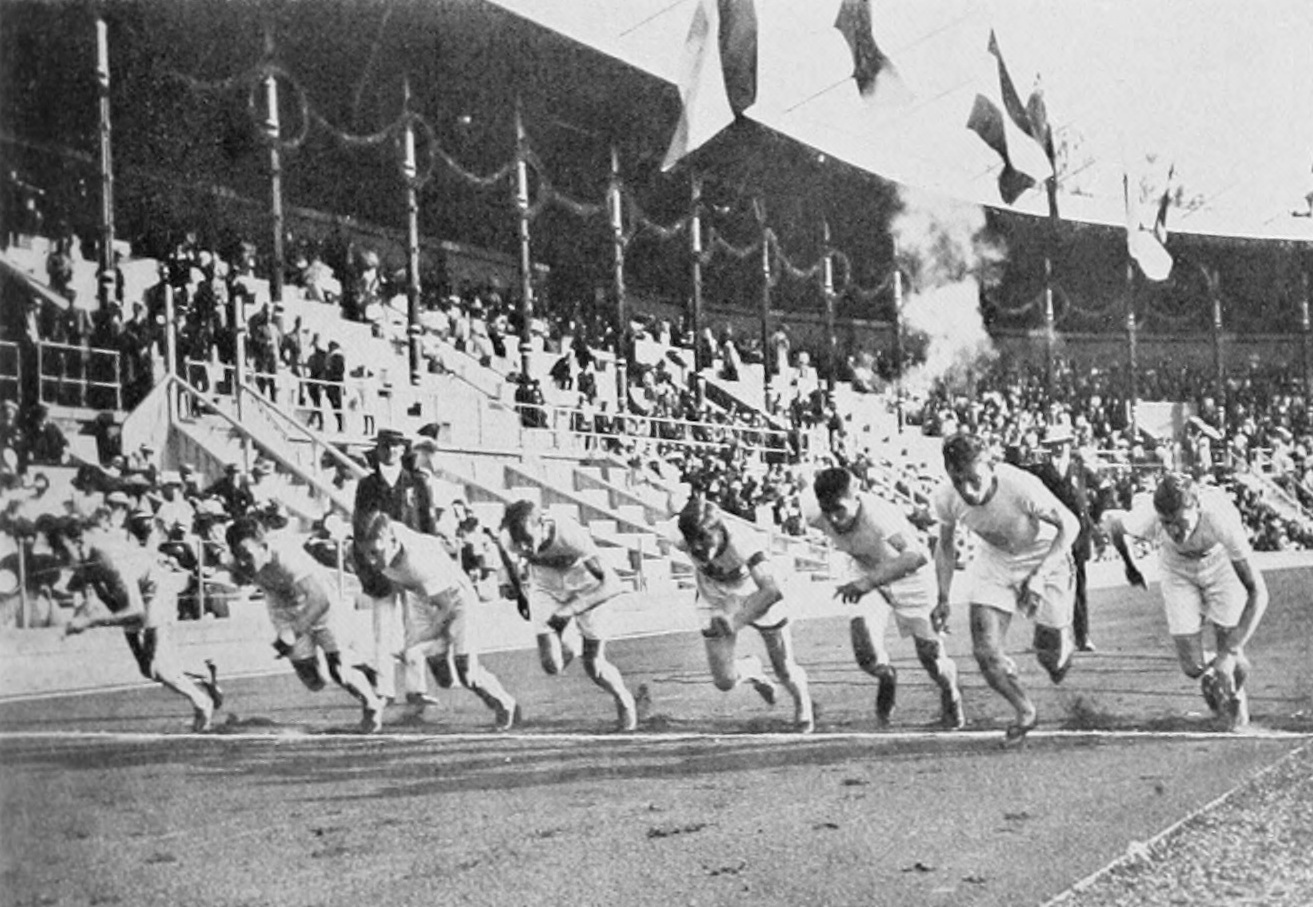
Inici de la final.

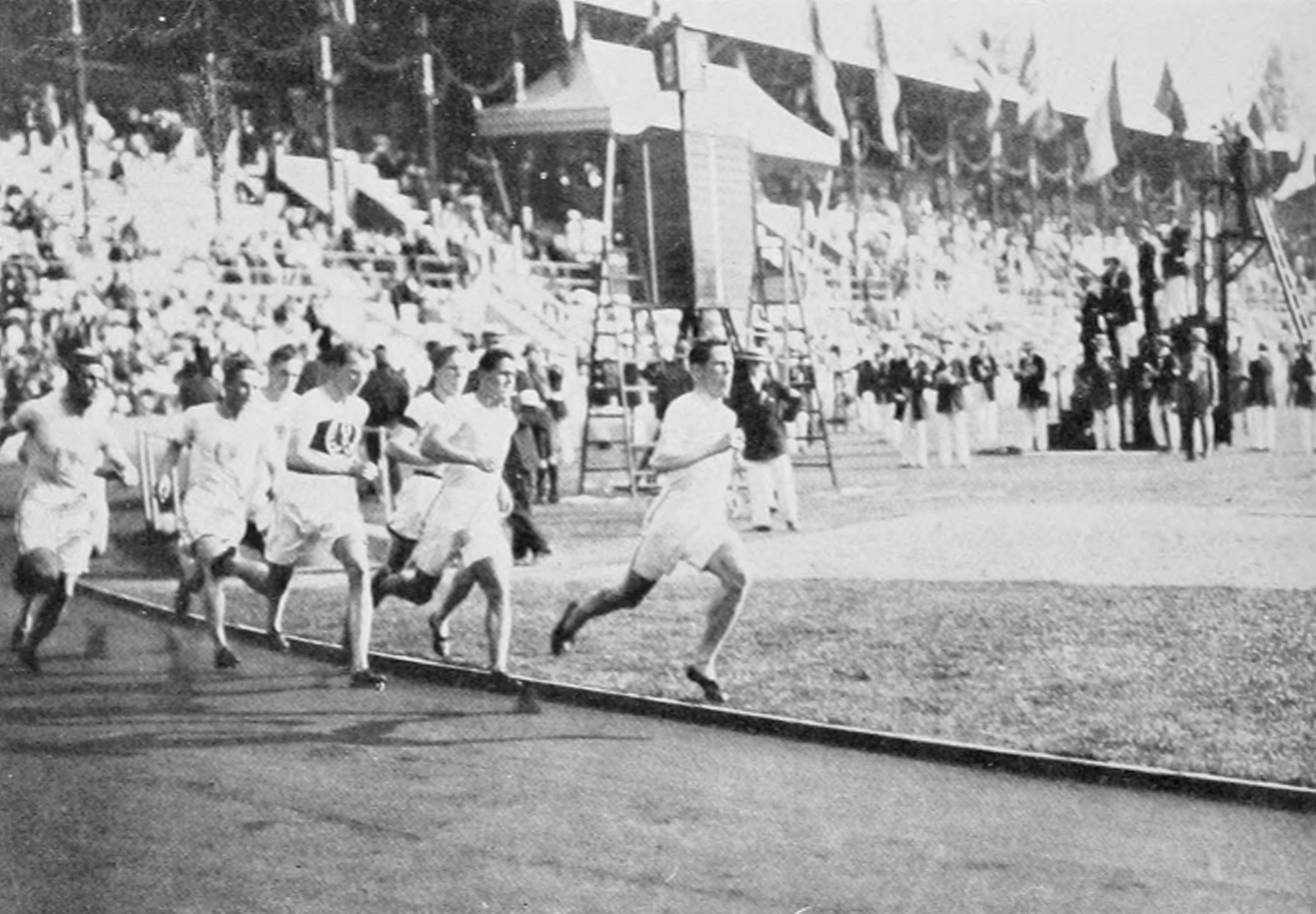
La final al pas per la corba.

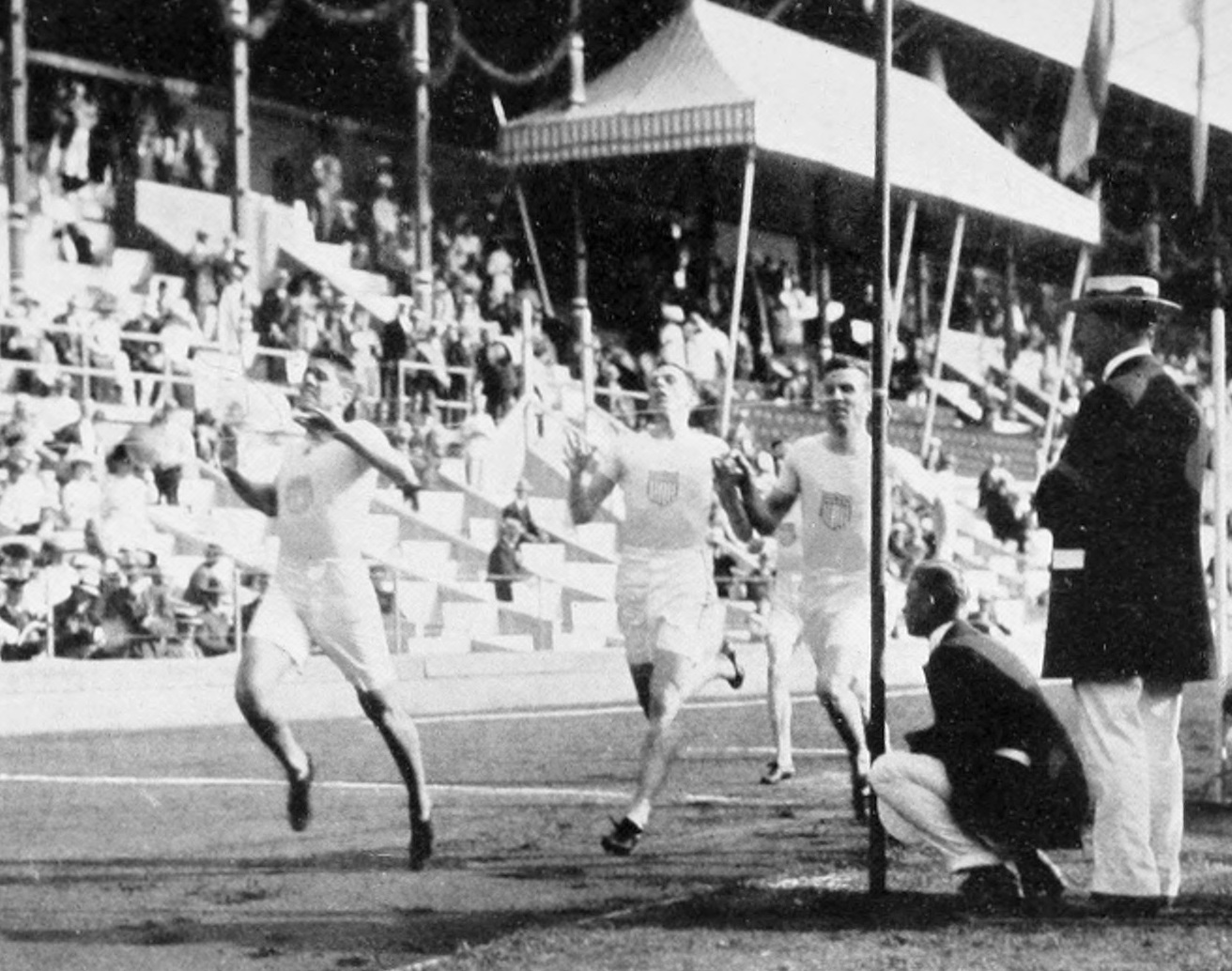
Arribada de la final.

Els 800 metres masculins van ser una de les proves del programa d'atletisme disputades durant els Jocs Olímpics d'Estocolm de 1912. La prova es va disputar en tres dies, entre el dissabte 6 i el dilluns 8 de juliol, i hi van prendre part 48 atletes de 16 nacions diferents. Hi van prendre part els tres medallistes de 1908: Mel Sheppard, Emilio Lunghi i Hanns Braun.

## Medallistes
| Or                 | Plata              | Bronze              |
| Ted Meredith (EUA) | Mel Sheppard (EUA) | Ira Davenport (EUA) |

## Rècords
Aquests eren els rècords del món i olímpic que hi havia abans de la celebració dels Jocs Olímpics de 1912.
| Rècord del Món | 1' 52.8" (*)   | Mel Sheppard  | Londres (ENG)   | 21 de juliol de 1908   |
| Rècord del Món | 1' 52.1" (**)  | Emilio Lunghi | Mont-real (CAN) | 15 de setembre de 1909 |
| Rècord Olímpic | 1' 52.8" (***) | Mel Sheppard  | Londres (ENG)   | 21 de juliol de 1908   |

(*) Rècord no oficial
(**) Rècord no oficial en 880 iardes (= 804.68 m)
(***) La pista tenia una circumferència de 536,45 metres, o sigui 1⁄3 de milla.
El vigent rècord olímpic i del món s'havia establert en la final dels anteriors Jocs Olímpics, fou superat pels tres medallistes i igualat pel quart classificat de la final. Mel Sheppard, l'anterior posseïdor del rècord, i Ira Davenport milloraren el rècord en 0,8 segons, deixant el temps en 1' 52.0 segons i guanyant la plata i el bronze, rere Ted Meredith, que amb un temps de 1' 51.9 segons, establí el primer rècord del món oficial dels 800 metres.

## Resultats

### Sèries
Totes les sèries es van disputar el dissabte 6 de juliol de 1912. Passen a les semifinals els dos primers de cada sèrie.
Sèrie 1
| Posició | Atleta               | Temps  | Qual. |
| ------- | -------------------- | ------ | ----- |
| 1       | David Caldwell (EUA) | 1:58.6 | QS    |
| 2       | Emilio Lunghi (ITA)  |        | QS    |
| 3       | Walter McClure (EUA) |        |       |
| 4       | Eric Lindholm (SWE)  | 2:01.5 |       |
| 5       | Joseph Caullé (FRA)  |        |       |

Sèrie 2
| Posició | Atleta               | Temps  | Qual. |
| ------- | -------------------- | ------ | ----- |
| 1       | Percy Mann (GBR)     | 1:56.0 | QS    |
| 2       | Herbert Putnam (EUA) |        | QS    |
| 3       | Jacob Pedersen (NOR) |        |       |
| —       | Leopoldo Palma (CHI) | DNF    |       |

Sèrie 3
| Posició | Atleta                 | Temps  | Qual. |
| ------- | ---------------------- | ------ | ----- |
| 1       | John Paul Jones (EUA)  | 2:01.8 | QS    |
| 2       | Armando Cortesão (POR) |        | QS    |
| 3       | Oscar Larsen (NOR)     |        |       |
| 4       | Guido Calvi (ITA)      |        |       |

Sèrie 4
| Posició | Atleta                   | Temps  | Qual. |
| ------- | ------------------------ | ------ | ----- |
| 1       | Clarence Edmundson (EUA) | 1:56.5 | QS    |
| 2       | John Tait (CAN)          |        | QS    |
| 3       | Charles Poulenard (FRA)  |        |       |
| 4       | Wilhelm Jahn (GER)       | 2:02.0 |       |
| —       | Robert Burton (GBR)      | DNF    |       |

Sèrie 5
| Posició | Atleta                  | Temps  | Qual. |
| ------- | ----------------------- | ------ | ----- |
| 1       | Ira Davenport (EUA)     | 1:59.0 | QS    |
| 2       | Frederick Hulford (GBR) |        | QS    |
| 3       | Ödön Bodor (HUN)        |        |       |
| 4       | Julius Person (GER)     |        |       |
| 5       | Dmitri Nazarov (RUS)    |        |       |
| —       | Zdeněk Městecký (BOH)   | DNF    |       |
| —       | Philip Baker (GBR)      | DNF    |       |

Sèrie 6
| Posició | Atleta                   | Temps  | Qual. |
| ------- | ------------------------ | ------ | ----- |
| 1       | Harlan Holden (EUA)      | 1:58.1 | QS    |
| 2       | Evert Björn (SWE)        |        | QS    |
| 3       | Richard Yorke (GBR)      |        |       |
| 4       | Karl Haglund (SWE)       | 2:01.2 |       |
| 5-7     | Ferenc Forgács (HUN)     |        |       |
| 5-7     | Aleksandr Elizarov (RUS) |        |       |
| 5-7     | Federico Mueller (CHI)   |        |       |
| —       | Vahram Papazian (TUR)    | DNF    |       |

Sèrie 7
| Posició | Atleta                           | Temps  | Qual. |
| ------- | -------------------------------- | ------ | ----- |
| 1       | James Soutter (GBR)              | 2:00.4 | QS    |
| 2       | Mel Sheppard (EUA)               |        | QS    |
| 3       | Erich Lehmann (GER)              |        |       |
| —       | János Antal (HUN)                | DNF    |       |
| —       | Johannes Leopold Villemson (RUS) | DNS    |       |

Sèrie 8
| Posició | Atleta               | Temps  | Qual. |
| ------- | -------------------- | ------ | ----- |
| 1       | Mel Brock (CAN)      | 1:57.0 | QS    |
| 2       | Ted Meredith (EUA)   |        | QS    |
| 3       | John Victor (RSA)    |        |       |
| —       | Alan Patterson (GBR) | DNF    |       |

Sèrie 9
| Posició | Atleta               | Temps  | Qual. |
| ------- | -------------------- | ------ | ----- |
| 1       | Ernest Henley (GBR)  | 1:57.6 | QS    |
| 2       | Hanns Braun (GER)    |        | QS    |
| 3       | Erik Frisell (SWE)   | 1:59.2 |       |
| 4       | Thomas Halpin (EUA)  | 1:59.2 |       |
| —       | Lauri Pihkala (FIN)  | DNF    |       |
| —       | Károly Radóczy (HUN) | DNF    |       |

### Semifinals
Totes les semifinals es van disputar el diumenge 7 de juliol de 1912. Passa a la final els quatre primers de cada semifinal.
| Posició | Atleta                  | Temps  | Qual. |
| ------- | ----------------------- | ------ | ----- |
| 1       | Ted Meredith (EUA)      | 1:54.4 | QF    |
| 2       | Hanns Braun (GER)       | 1:54.6 | QF    |
| 3       | Mel Sheppard (EUA)      | 1:54.8 | QF    |
| 4       | Herbert Putnam (EUA)    | 1:55.0 | QF    |
| 5       | John Tait (CAN)         |        |       |
| 6       | Percy Mann (GBR)        |        |       |
| —       | Frederick Hulford (GBR) | DNF    |       |
| —       | James Soutter (GBR)     | DNF    |       |
| —       | John Paul Jones (EUA)   | DNS    |       |

Semifinal 2
| Posició | Atleta                   | Temps  | Qual. |
| ------- | ------------------------ | ------ | ----- |
| 1       | Mel Brock (CAN)          | 1:55.7 | QF    |
| 2       | Clarence Edmundson (EUA) | 1:55.8 | QF    |
| 3       | David Caldwell (EUA)     | 1:55.9 | QF    |
| 4       | Ira Davenport (EUA)      | 1:55.9 | QF    |
| 5       | Emilio Lunghi (ITA)      |        |       |
| 6-9     | Evert Björn (SWE)        |        |       |
| 6-9     | Ernest Henley (GBR)      |        |       |
| 6-9     | Harlan Holden (EUA)      |        |       |
| 6-9     | Armando Cortesão (POR)   |        |       |

### Final
La final es disputà el dilluns 8 de juliol de 1912.
| Place | Athlete                  | Time      |
| ----- | ------------------------ | --------- |
| 1     | Ted Meredith (EUA)       | 1:51.9 WR |
| 2     | Mel Sheppard (EUA)       | 1:52.0    |
| 3     | Ira Davenport (EUA)      | 1:52.0    |
| 4     | David Caldwell (EUA)     | 1:52.8    |
| 5     | Mel Brock (CAN)          | 1:53.0    |
| 6     | Hanns Braun (GER)        | 1:53.0    |
| 7     | Clarence Edmundson (EUA) |           |
| 8     | Herbert Putnam (EUA)     |           |